# Paiguano
Paiguano é uma comuna da província de Elqui, localizada na Região de Coquimbo, Chile. Possui uma área de 1.494,7 km² e uma população de 4.168 habitantes (2002).